# Diversidad sexual en las Islas Turcas y Caicos
Las personas lesbianas, gays, bisexuales y transgénero (LGBT) en el Territorio Británico de Ultramar de las Islas Turcas y Caicos enfrentan desafíos legales que no experimentan los residentes no LGBT. La actividad sexual entre personas del mismo sexo es legal en las Islas Turcas y Caicos desde 2001, y la discriminación basada en la orientación sexual está prohibida constitucionalmente.

## Legalidad de la actividad sexual entre personas del mismo sexo
Los actos sexuales entre personas del mismo sexo fueron expresamente despenalizados en virtud de la Orden sobre los Territorios del Caribe (derecho penal) del Reino Unido de 2000, que entró en vigor el 1 de enero de 2001. Afectó las leyes de otros cuatro territorios de ultramar del Reino Unido (Anguila, Islas Caimán, Montserrat y las Islas Vírgenes Británicas).
La ley recibió una considerable cobertura de los medios locales. Los dos periódicos más importantes (uno de cada uno pertenece a los dos partidos políticos más importantes) describieron la ley como "una afrenta a nuestro país" y "la ley mariquita".
La edad de consentimiento es mayor para los hombres (18) que para las mujeres (16).

## Reconocimiento de las relaciones entre personas del mismo sexo
Los matrimonios entre personas del mismo sexo y las uniones civiles no son legales en las Islas Turcas y Caicos. Sólo el matrimonio entre personas del sexo opuesto está protegido constitucionalmente, como dice el artículo 10 de la Constitución:

Todo hombre y mujer solteros en edad de contraer matrimonio (según lo determine cualquier ley) tiene derecho a casarse con una persona del sexo opuesto y fundar una familia.

## Protecciones contra la discriminación
El artículo 16 de la Constitución prohíbe la discriminación por orientación sexual:

En esta sección, "discriminatorio" significa otorgar un trato diferente a diferentes personas atribuible total o principalmente a sus respectivas descripciones, como por raza, origen nacional o social, opinión política o de otra índole, color, religión, idioma, credo, asociación con una minoría nacional, propiedad, sexo, orientación sexual, nacimiento u otra condición por la cual las personas de una de esas descripciones están sujetas a discapacidades o restricciones a las que no están sujetas las personas de otra descripción, o se les conceden privilegios o ventajas que no se conceden a personas de otra descripción.

## Condiciones de vida
Las Islas Turcas y Caicos se consideran un destino seguro para los turistas LGBT. Las personas LGBT tienden a no enfrentar problemas de discriminación en centros turísticos y zonas muy turísticas. La mayoría de los habitantes de las Islas Turcas y Caicos son bastante tolerantes con las relaciones entre personas del mismo sexo. A varios cruceros de temática gay también se les ha permitido atracar en las islas.
No se conocen organizaciones de derechos de los homosexuales en las Islas Turcas y Caicos. Sin embargo, varios programas gubernamentales de educación sobre el VIH/SIDA han llegado a los hombres homosexuales.
La homofobia en las Islas Turcas y Caicos tiene principalmente una base religiosa. Tras la aprobación de la Proposición 8 en California, varios predicadores religiosos pidieron que se prohibiera constitucionalmente el matrimonio entre personas del mismo sexo en la ley de la isla. Los grupos religiosos también se han opuesto a una mayor concienciación y prevención del VIH/SIDA, afirmando erróneamente que los hombres y mujeres heterosexuales no pueden infectarse.